# Петросян Сурен Мартиросович
Сурен Мартиросович Петросян — радянський господарський, державний і політичний діяч, Герой Соціалістичної Праці.

## Біографія
Народився в 1925 році. Член ВКП(б).
З 1945 року — на господарській, суспільній і політичній роботі. У 1945—1990 рр. — робітник заводу, бригадир апаратників заводу синтетичного каучуку імені С. М. Кірова міста Єревана Управління хімічної промисловості при Раді Міністрів Вірменської РСР.
Указом Президії Верховної Ради СРСР від 22 лютого 1966 року за великі заслуги у вітчизняній хімічній промисловості Сурену Мартиросовичу Петросяну присвоєно звання Героя Соціалістичної Праці з врученням ордена Леніна і золотої медалі «Серп і Молот».
Обирався депутатом Верховної Ради СРСР 6-го, 7-го, 10-го скликань, Верховної Ради Вірменської РСР 11-го скликання.
Помер у 2004 році в Єревані.

## Нагороди
- Герой Соціалістичної Праці (22.02.1966).
- Орден Леніна (22.02.1966).
- Медаль «За трудову відзнаку» (10.11.1953).
- Почесний громадянин Єревана (1983).